# Microsoft Redmond campus
Pour les articles homonymes, voir Campus (homonymie).
Microsoft Redmond campus ou Campus Microsoft est le siège social et campus de la société américaine Microsoft, à Redmond, à 25 km au nord-est de Seattle, dans l'État de Washington aux États-Unis,,.

## Historique
En 1975, les deux informaticiens pionniers en micro-informatique, Bill Gates et son ami d'école Paul Allen, développent leur premier langage de programmation Altair BASIC, pour les premiers ordinateurs personnels Altair 8800 de la société IBM à Albuquerque au Nouveau-Mexique, où ils fondent leur société Microsoft. 

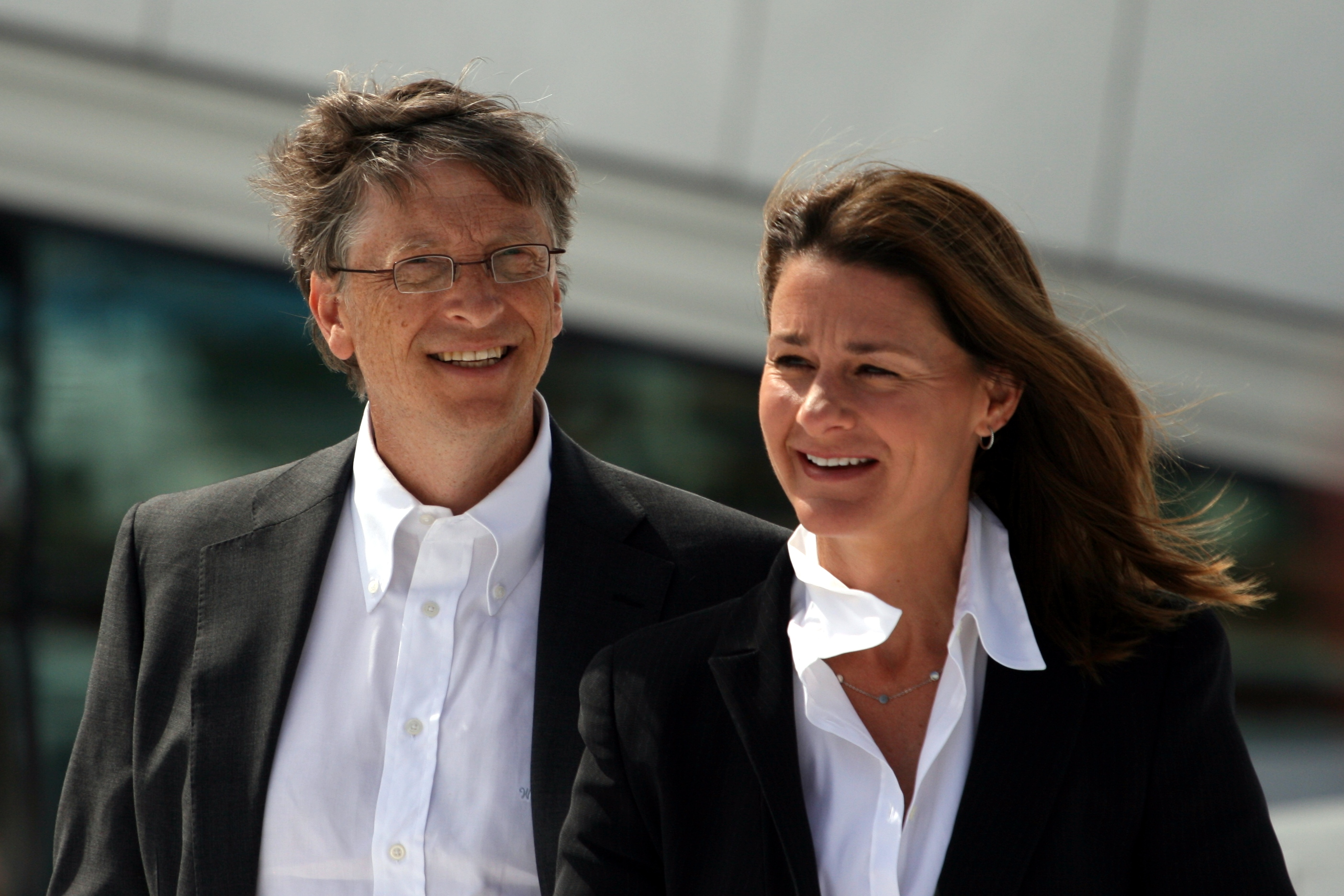
Bill Gates et son épouse Melinda Gates, en 2009
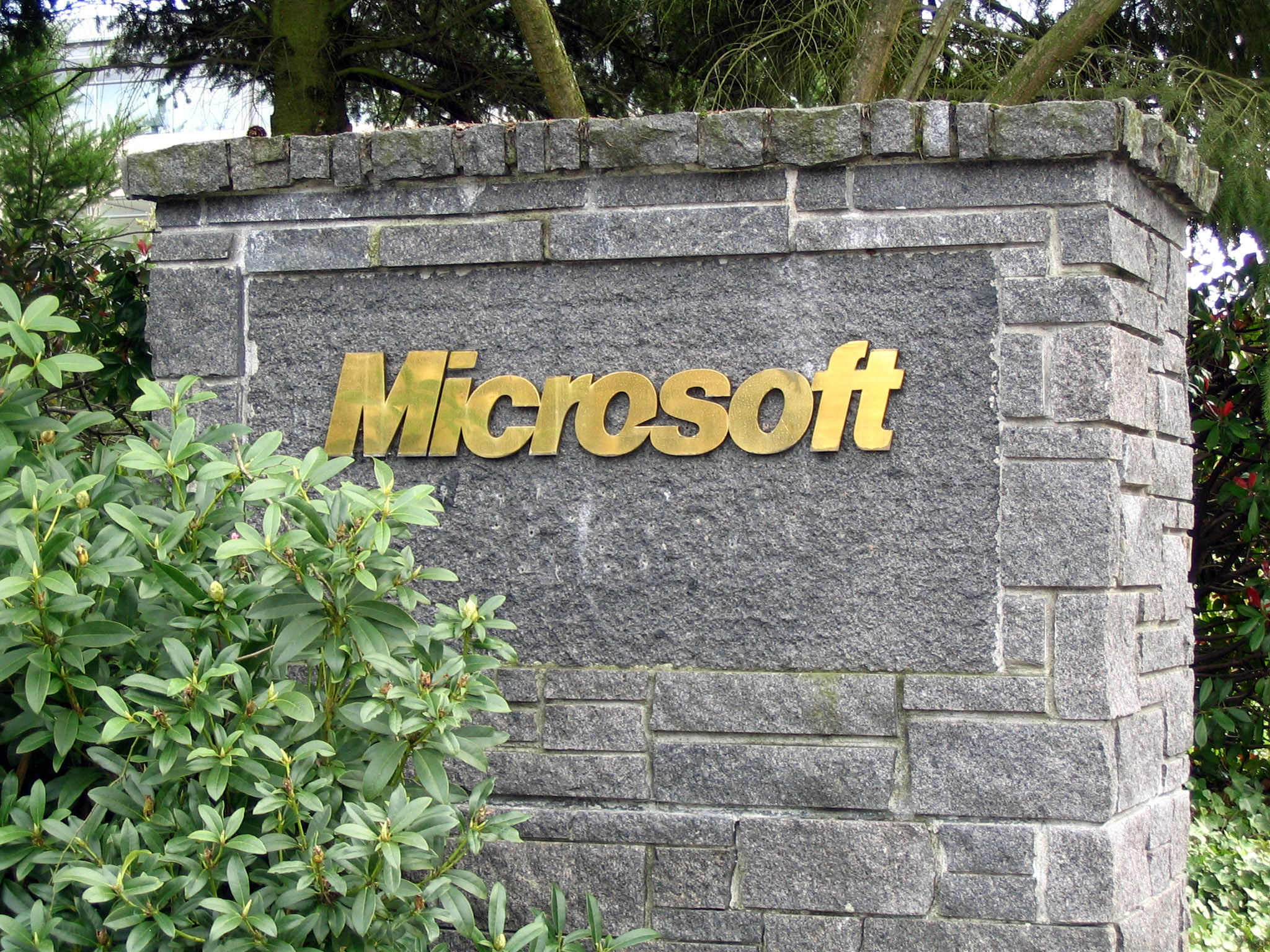
Microsoft
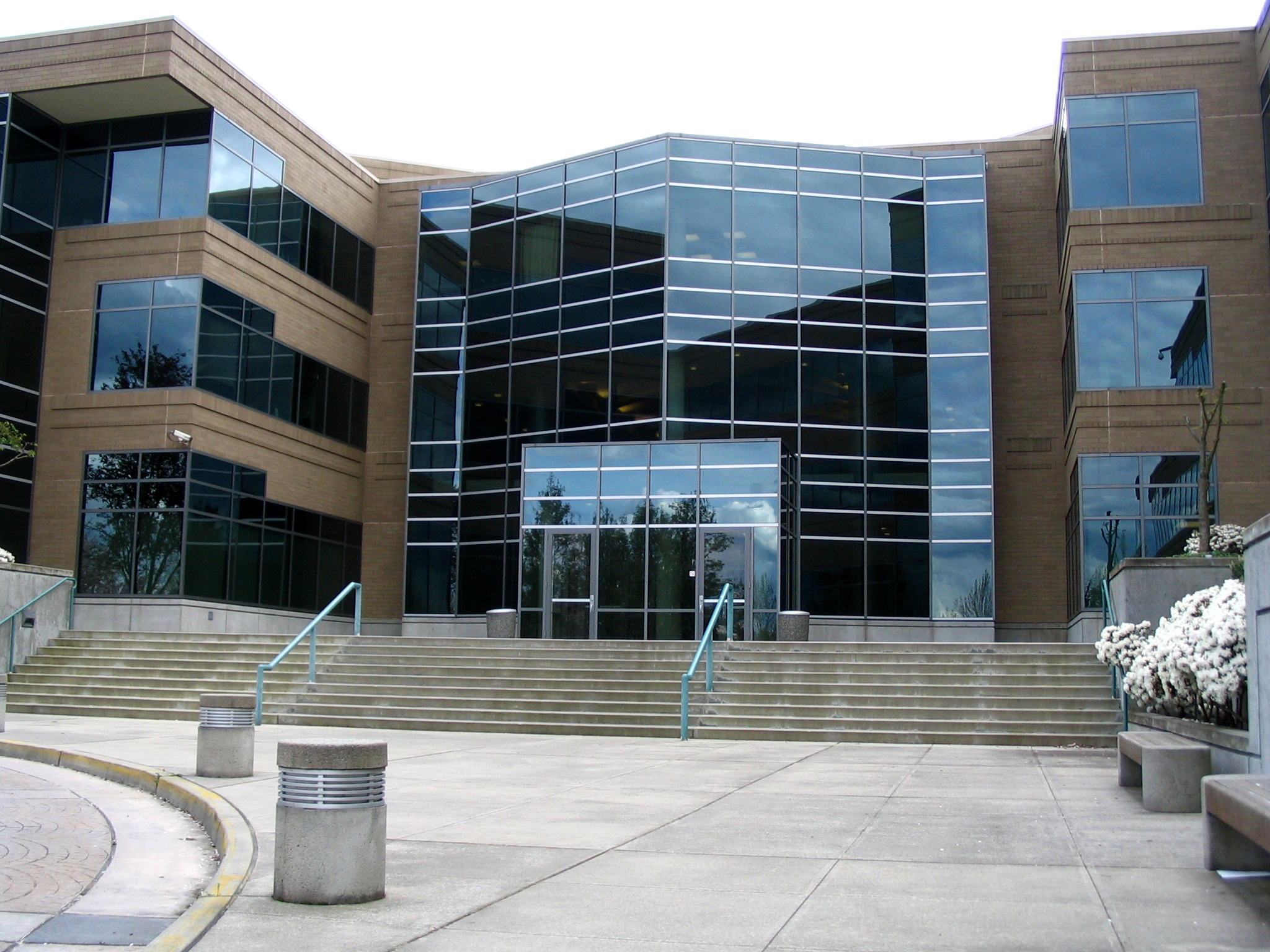
Siège social

Le siège social est transféré en 1979 à Bellevue, à 25 km au nord-est de Seattle (ville d'origine des deux fondateurs) dans l'État de Washington, puis à nouveau transféré en 1985 à Redmond, à 10 km au nord-ouest, sur l'actuel site, avec à l'origine 6 bâtiments sur 12 hectares, et 800 employés (où Bill Gates rencontre son épouse Melinda Gates en 1987). 

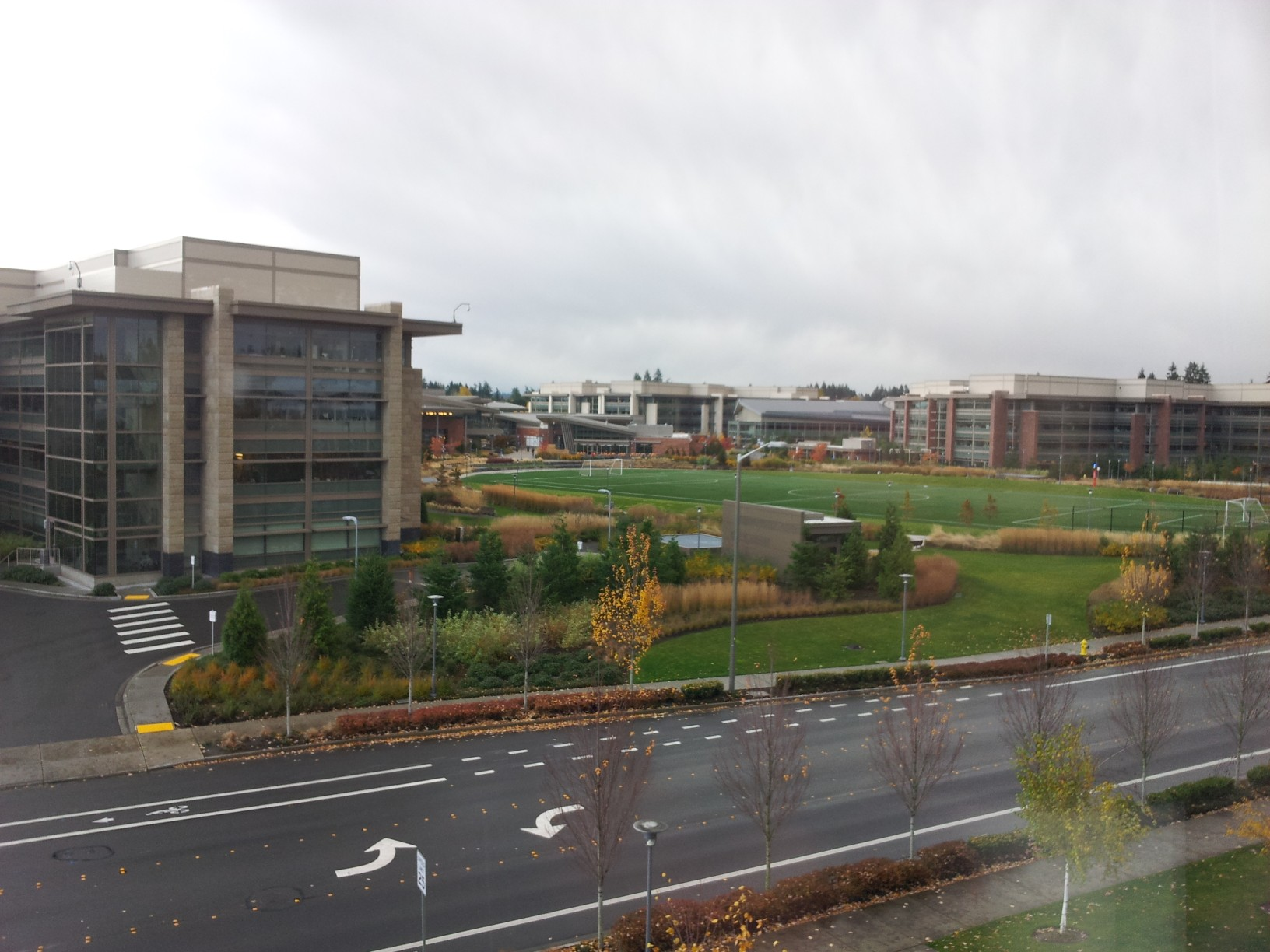
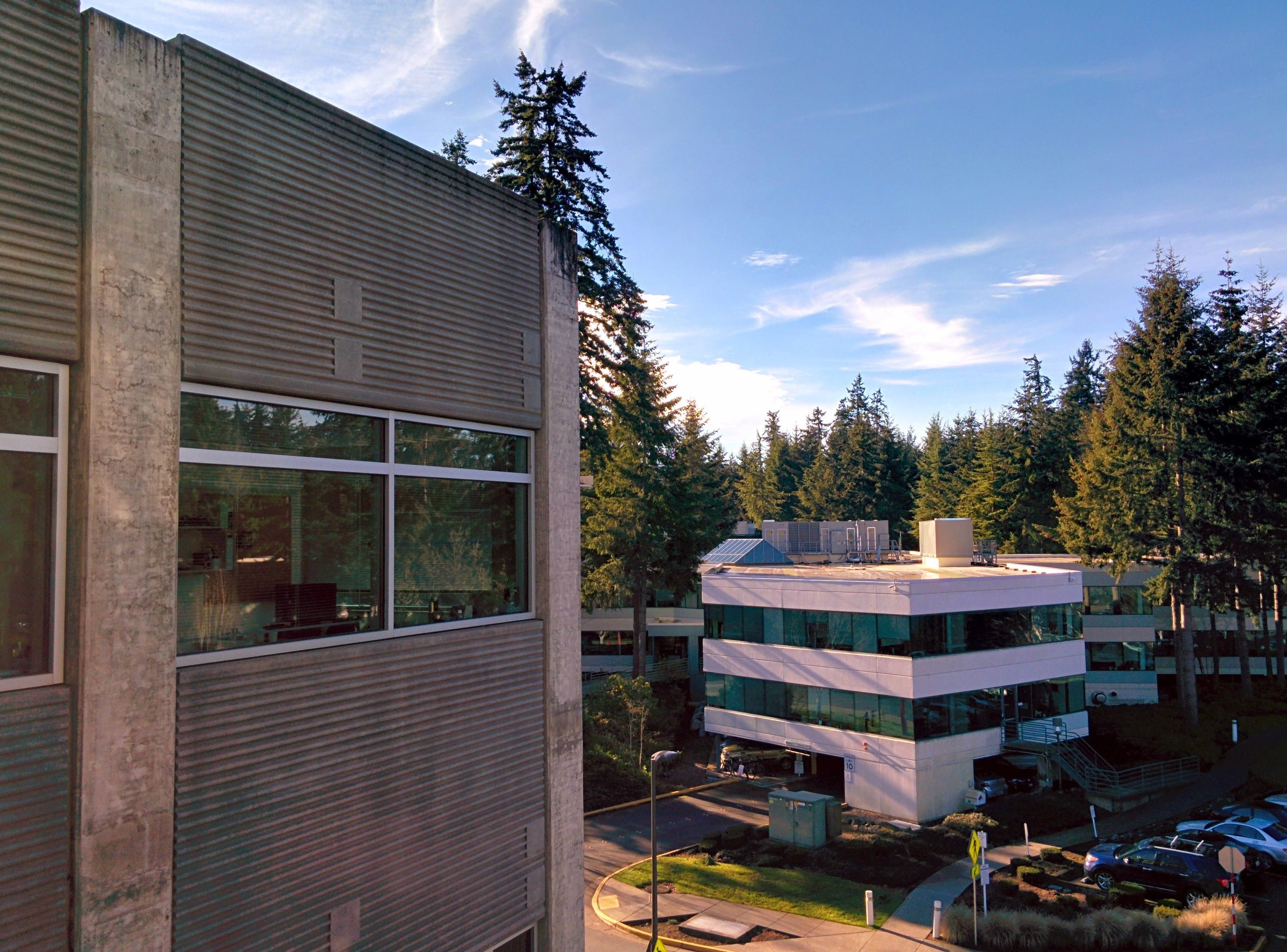
Batiment 36

Ce campus (proche de la Fondation Bill-et-Melinda-Gates et de la maison de Bill Gates) renforce la culture d'entreprise de Microsoft, et la politique américaine de fuite des cerveaux, en concurrence avec d'autres célèbres campus américains de la Silicon Valley en Californie Googleplex, Infinite Loop d'Apple, Pixar Campus, Facebook City, et autres nombreux campus universitaires américains et internationaux...

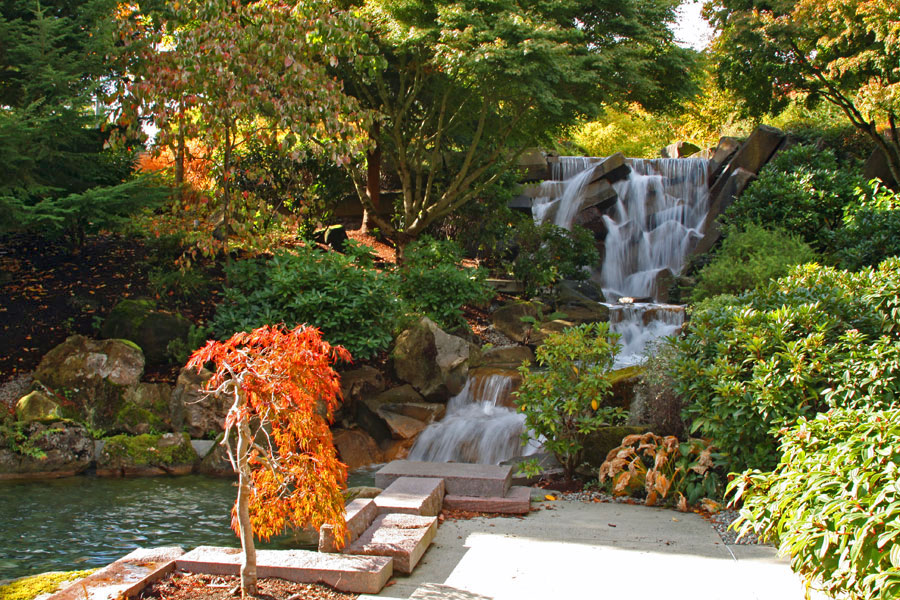
Chute d'eau
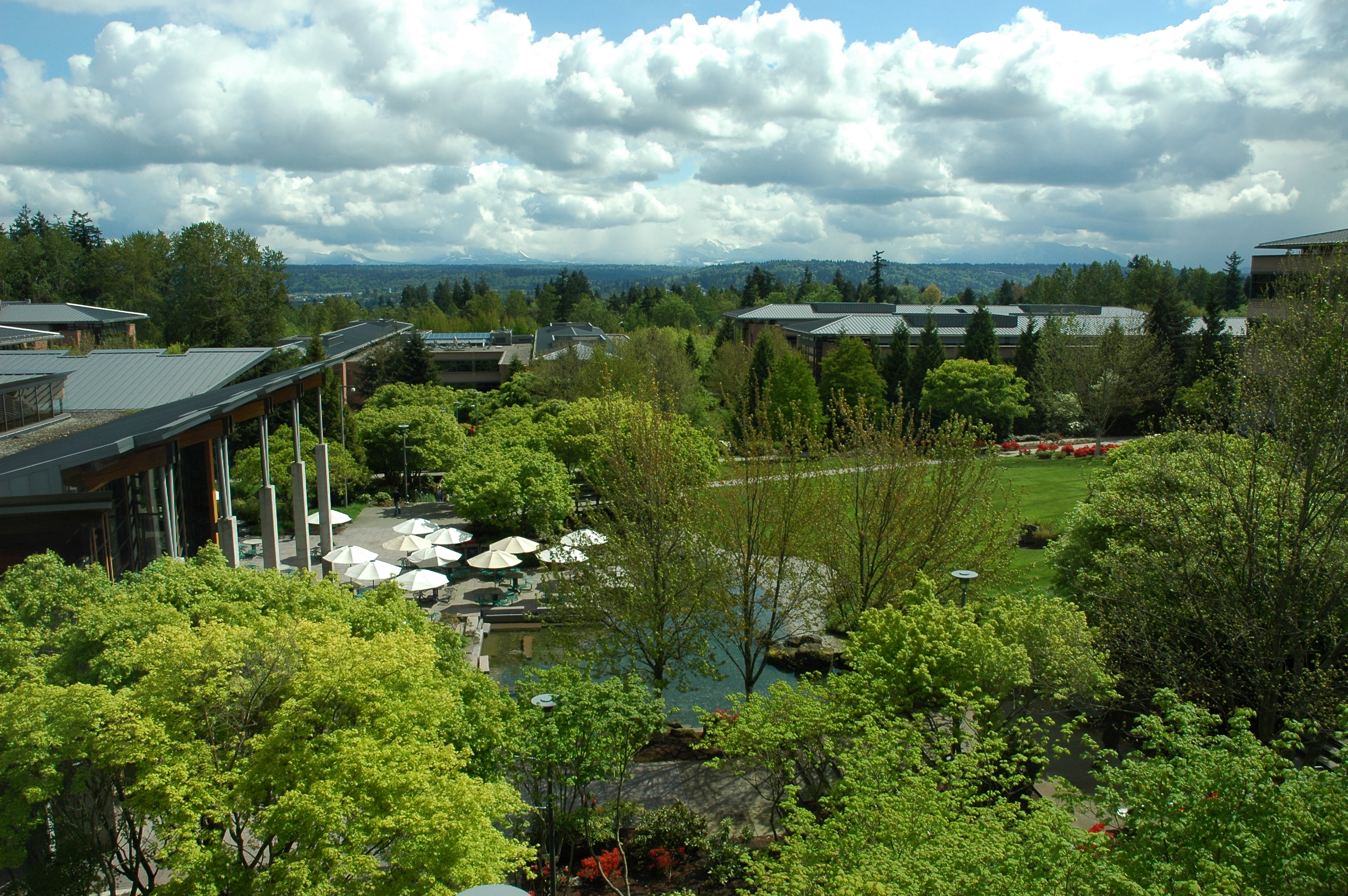
Caféteria
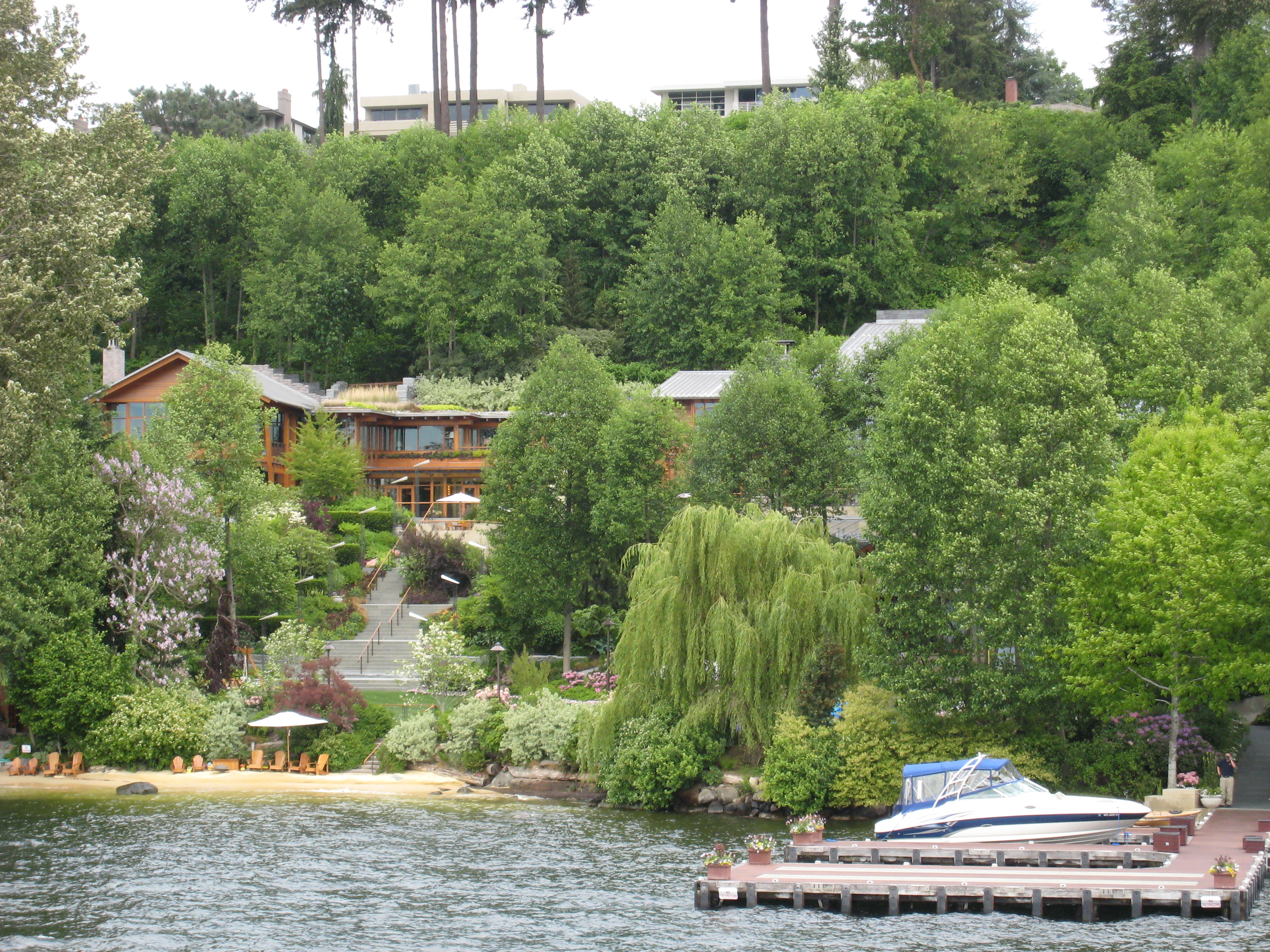
Maison de Bill Gates, et lac Washington, à quelques km
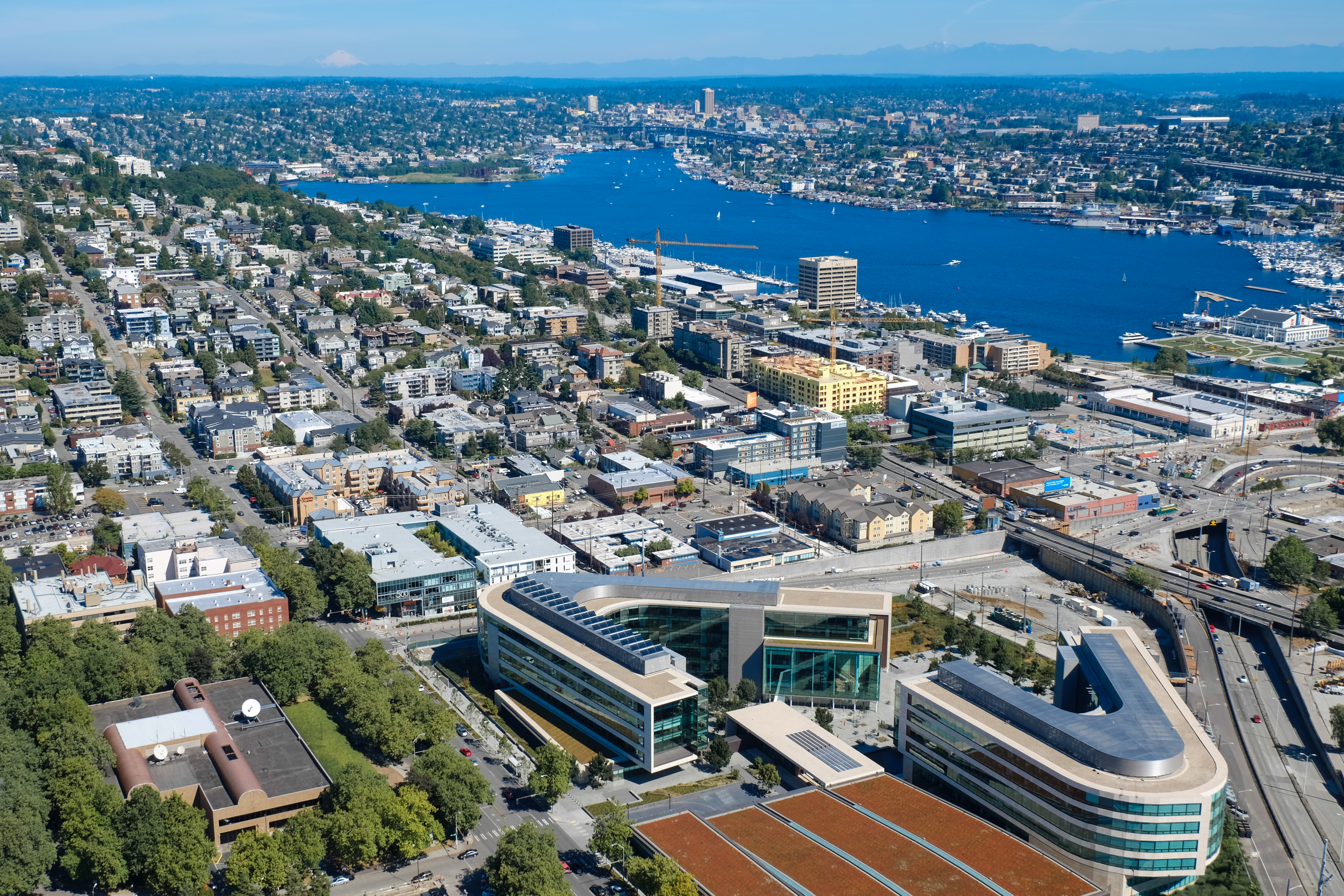
Fondation Bill-et-Melinda-Gates et lac Washington, à Seattle
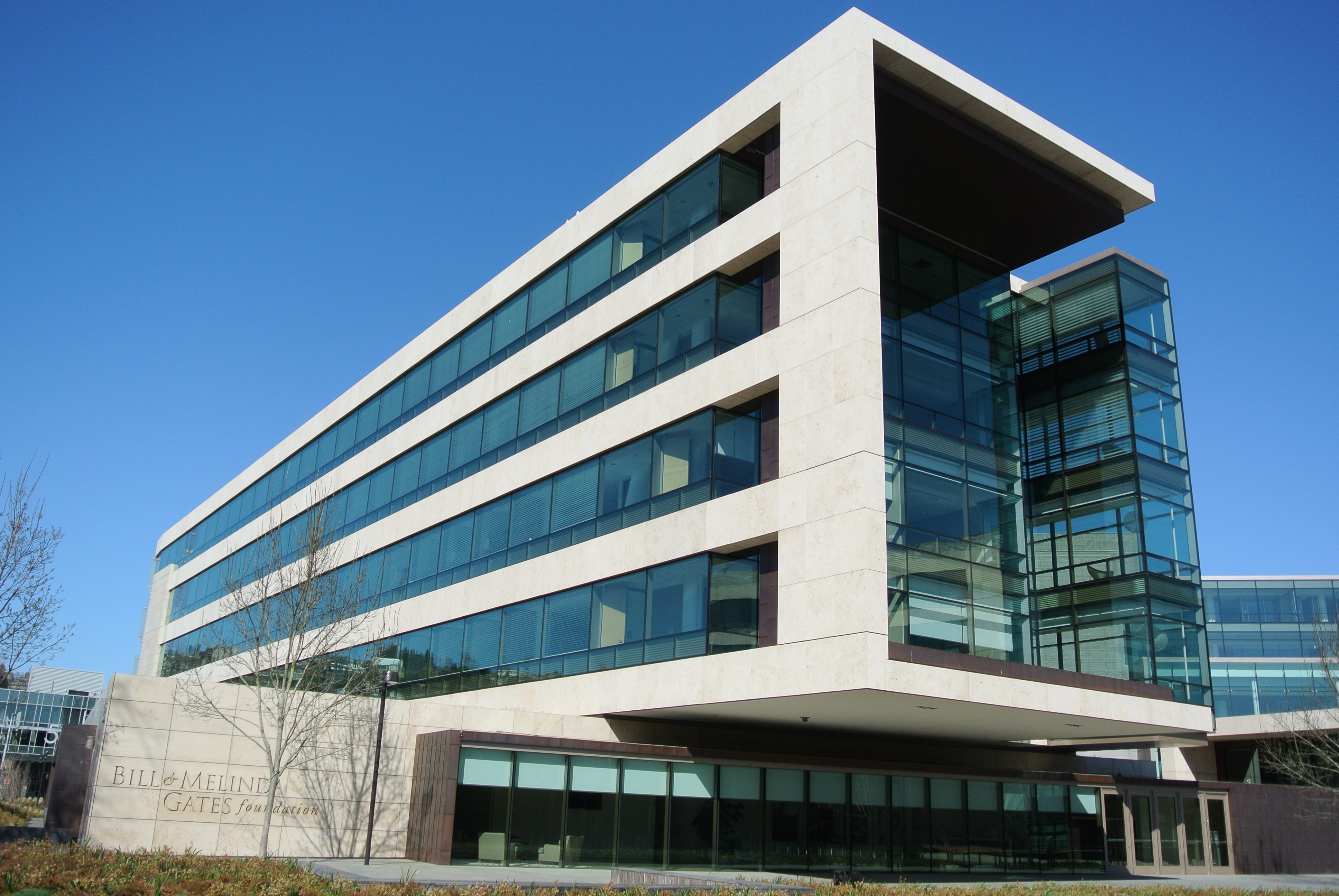
Fondation Bill-et-Melinda-Gates, de Seattle

## Caractéristiques
Le site historique s'est considérablement étendu depuis sa fondation, avec à ce jour :
- campus historique de l'Est, et campus de l'Ouest (extension, divisés par la route 520), avec plus de 120 bâtiments de près de 700 000 m2, sur plus de 200 hectares
- plus de 53 000 salariés (sur plus de 151 000 dans 830 sites, de 120 pays, pour 51,3 milliards de dollars de bénéfice net en 2020)...
- bâtiment d’accueil / showroom (le seul ouvert au public)
- bâtiment 87, laboratoire de recherche hardware, de recherche et innovation Microsoft
- Maker Garage, garage atelier pour la création / développement de projets personnels parallèles aux activités quotidiennes des salariés (outillages, impression 3D, découpe au laser, soudure...) inspiré des célèbres Startup / garages américains mythiques Garage Hewlett-Packard, Garage Apple, Garage Google concurrents...
- mini-centre commercial (The Commons), avec agences bancaires, boutiques, cafétérias, restaurants, centre médical, pharmacie, bibliothèque, musée, logements temporaires...
- nombreux espaces verts aménagés et arborés, avec de nombreux terrains de sports de soccer, football américain, basket-ball, cricket, parcours de jogging, piscine, salle de sport, boutiques d'équipement de sport ...